# فرنسيسكو موراليس لوماس
فرنسيسكو موراليس لوماس (26 يوليو 1960، كامبيو دي أريناس في إسبانيا)؛ مؤلِّف، كاتب مسرحي، شاعر وروائي إسباني.